# Victor Olatunji
Victor Olatunji, né le 5 septembre 1999 à Sokoto au Nigeria, est un footballeur nigérian, qui évolue au poste d'avant-centre au Real Salt Lake.

## Biographie

### Débuts professionnels
Né à Sokoto au Nigeria, Victor Olatunji commence le football au Lagos Islanders, où il est formé. Il rejoint ensuite la Slovaquie en 2017 en s'engageant avec l'Inter Bratislava, club évoluant alors en deuxième division slovaque. Il joue son premier match le 21 juillet 2018, lors de la première journée de la saison 2018-2019, contre le FK Pohronie. Il est titularisé et les deux équipes se neutralisent (1-1 score final).
Le 8 août 2019, Victor Olatunji rejoint l'Autriche afin de rejoindre le SV Mattersburg sous la forme d'un prêt d'une saison avec option d'achat.

### Passage à Chypre
En septembre 2020, il prend la direction de Chypre pour s'engager avec le Alkí Oróklini. Un an plus tard il rejoint un autre club chypriote, l'AEK Larnaca. Avec ce club il découvre la coupe d'Europe, jouant son premier match le 19 juillet 2022, lors d'une rencontre qualificative pour la Ligue des champions 2022-2023, contre le FC Midtjylland (1-1 score final). Lors du match retour, le 26 juillet 2022, il se distingue en marquant son premier but dans la compétition mais son équipe est battue après une séance de tirs au but.

### Slovan Liberec
Le 19 janvier 2023, Olatunji est prêté jusqu'à la fin de la saison au Slovan Liberec.
L'attaquant nigérian se montre décisif dès son premier match pour le Slovan Liberec, le 29 janvier 2023, lors d'une rencontre de championnat face au FK Pardubice, en marquant son premier but (1-1 score final).

### Sparta Prague
Satisfait de son prêt, le Slovan Liberec lève l'option d'achat le 31 mai 2023, mais Victor Olatunji signe ensuite en faveur du Sparta Prague le 17 juillet 2023. Il arrive notamment pour renforcer le secteur offensif après le départ de Tomáš Čvančara.
Olatunji inscrit son premier but pour le Sparta le 15 août 2023, lors d'une rencontre qualificative pour la Ligue des champions 2023-2024, contre le FC Copenhague. Il marque après son entrée en jeu mais son équipe est battue après une séance de tirs au but.